# Биография московского памятника
«Биография московского памятника» — популярная книжная серия, выпускавшаяся массовыми тиражами в издательстве «Московский рабочий» (Москва) в 1980—1990-х годах. Книги представляли собой историко-краеведческие очерки по истории создания и установки в Москве памятников отдельным историческим личностям как дореволюционного, так и советского периодов.
Тематически дополняла другую серию того же издательства — «Биографию московского дома».

## Список книг серии по годам
1983
- Суслов И. М. Памятник Пушкину : Путеводитель: (Памятник работы А. М. Опекушина). — М.: Московский рабочий, 1983. — 64, [16] с. — (Биография московского памятника). — 50 000 экз.

1984
- Абельдяева И. Г. Памятник В. И. Ленину в Кремле: (Скульптор В. Б. Пинчук, архит. С. Б. Сперанский). — М.: Московский рабочий, 1984. — 64, [16] с. — (Биография московского памятника). — … экз.
- Краевский Б. П. Триумфальные ворота. — М.: Московский рабочий, 1984. — 64, [16] с. — (Биография московского памятника). — 75 000 экз.

1985
- Шефов А. Н. Памятник А. Н. Островскому. — М.: Московский рабочий, 1985. — 48, [16] с. — (Биография московского памятника). — … экз.

1986
- Аникин В. В. Памятник гренадерам, павшим под Плевной. (Скульптор В. О. Шервуд). — М.: Московский рабочий, 1986. — 64, [16] с. — (Биография московского памятника). — 50 000 экз.
- Латушкин А. В. Памятник Н. Э. Бауману : (Скульптор Б. Д. Королёв). — М.: Московский рабочий, 1986. — 64, [16] с. — (Биография московского памятника). — 50 000 экз.
- Смирнов А. А. Памятник М. И. Кутузову: (Скульптор Н. В. Томский). — М.: Московский рабочий, 1986. — 76, [16] с. — (Биография московского памятника). — … экз.

1987
- Иванова И. В. Памятник М. Ю. Лермонтову. — М.: Московский рабочий, 1987. — 64, [16] с. — (Биография московского памятника). — … экз.
- Муравьёв В. Б. Могила Неизвестного солдата. — М.: Московский рабочий, 1987. — 64, [16] с. — (Биография московского памятника).

1988
- Немировский Е. Л. Памятник первопечатнику Ивану Фёдорову: (Работа скульптора С. М. Волнухина). — М.: Московский рабочий, 1988. — 64, [16] с. — (Биография московского памятника). — 45 000 экз. — ISBN 5-239-00017-4.

1989
- Лебедянский М. С. Памятник А. В. Суворову : (Скульптор О. К. Комов) / Послесл. О. К. Комова. — М.: Московский рабочий, 1989. — 32, [16] с. — (Биография московского памятника). — 50 000 экз. — ISBN 5-239-00170-7.

1990
- Воронов Н. В. «Рабочий и колхозница». — М.: Московский рабочий, 1990. — 80, [16] с. — (Биография московского памятника). — 45 000 экз. — ISBN 5-239-00763-2.

## Список книг серии по названиям
1. Могила неизвестного солдата / В. Б. Муравьёв — 1987
2. Памятник Н. Э. Бауману / А. В. Латушкин — 1986
3. Памятник гренадерам, павшим под Плевной / В. В. Аникин — 1986
4. Памятник М. И. Кутузову / А. А. Смирнов — 1986
5. Памятник В. И. Ленину в Кремле / И. Г. Абельдяева — 1984
6. Памятник М. Ю. Лермонтову / И. В. Иванова — 1987
7. Памятник Минину и Пожарскому /
8. Памятник А. Н. Островскому / А. Н. Шефов — 1985
9. Памятник первопечатнику Ивану Фёдорову / Е. Л. Немировский — 1988
10. Памятник Пушкину / И. М. Суслов — 1983
11. Памятник А. В. Суворову / 1989
12. «Рабочий и колхозница» / 1990
13. Триумфальные ворота / Б. П. Краевский — 1984